# Don Schollander
Donald Arthur Schollander, född 30 april 1946 i Charlotte, North Carolina är en amerikansk före detta simmare som under Olympiska sommarspelen 1964 i Tokyo var med och vann guld på 4 x 100 m och 4 x 200 m frisim lagkapp för USA. Under samma OS vann han också två individuella guldmedaljer, på 100 m och 400 m frisim. Under Olympiska sommarspelen 1968 i Mexico City vann han en guldmedalj på 4 x 200 m frisim lagkapp, samt en silvermedalj på 200 m frisim. Schollander har ytterligare tre guldmedaljer, en individuell och två i lagkapp, från Panamerikanska spelen 1967 i Winnipeg.